# Fluorid vanadičný
Fluorid vanadičný, VF5, je bezbarvá, těkavá kapalina. Je vysoce reaktivní, dokáže fluorovat organické sloučeniny. Je jediným známým pentahalogenidem vanadu.

## Příprava
Lze ho připravit reakcí kovového vanadu s plynným fluorem za teploty 300 °C:
2 V + 5 F2 → 2 VF5
Další možností přípravy je disproporcionace fluoridu vanadičitého, těkavý VF5 lze snadno separovat od pevného VF3:
2 VF4 → VF3 + VF5
Reakcí s plynným fluorem lze připravit fluorid vanadičný i z vanadiových koncentrátů a surových materiálů jako je ferovanad a oxid vanadičný.

## Vlastnosti a struktura
V plynné fázi je monomerní. Elektronovou difrakcí bylo prokázáno, že má tvar trigonální bipyramidy.
V pevném stavu je polymerní, skládá se z oktaedrů VF6 propojených fluoridovými můstky.

## Reakce
Vystupuje jako Lewisova kyselina, reakcí s fluoridy poskytuje hexafluorovanadičnany:
VF5 + KF → KVF6